# Onthophagus medorensis
Onthophagus medorensis là một loài bọ cánh cứng trong họ Bọ hung (Scarabaeidae).